# Una figlia quasi perfetta
Una figlia quasi perfetta (I Killed My BFF: The Preacher's Daughter - Do Unto Others) è un film per la televisione del 2018 diretto da Seth Jarrett.
Il titolo in inglese significa «Ho ucciso la mia migliore amica: la figlia del predicatore.».

## Trama
Lily Adler è una donna gentile e beneducata; suo padre, il Pastore Adler, è orgoglioso di lei. Suo fratello Jason è tutto l'opposto: oppositivo e provocatore, si mette spesso nei guai. Per provocare suo padre, si mette con una ragazza seducente e solare, che piace a sua sorella Lily, ma ch'egli non approva: Rae Chastain; Rae ha una figlia di nome Scarlett. Tuttavia Lily non è sempre stata una figlia modello e quando sua madre si suicida inizia a lasciarsi andare con le droghe, l'alcool e i divertimenti, che condivide con Rae, la ragazza di suo fratello. Quando Jason muore di overdose, Lily incolpa Rae per la morte di suo fratello, perché erano insieme quando è morto. Lily nutre sentimenti di rancore e sospetta che stiano operando forze sovrannaturali; pensa perfino che sia coinvolto il Diavolo in persona. Per vendicarsi di Rae userà sua figlia Scarlett.

## Distribuzione
Il film è stato prodotto e distribuito nel 2018 negli Stati Uniti dalla rete televisiva Lifetime.